# Торамана II
Торамана II (д/н — бл. 570) — володар держави алхон-гунів й ефталітів в Трансоксіані і Тохаристані у 530/542—570 роках.

## Життєпис
Син або інший родич правителя Міхіракули. Після загибелі останнього між 530 і 542 роками розділив державу з Праварасеною, отримавши Трансоксіану і Тохаристан.
Невдовзі стикнувся з повстанням та насамперед змушений був протистояти за Кабулистан Незакшахам (вожді однієї з груп племен гунів), що стали незалежними правителями Забулістану. Це дозволило Гадфару, вождю ефталітів, стати незалежним правителем Трансоксіани. Торамана II протягом усього панування боровся з Некзакшахам, але повністю здолати їх не зміг, оскільки їм допомагала Держава Сасанідів.

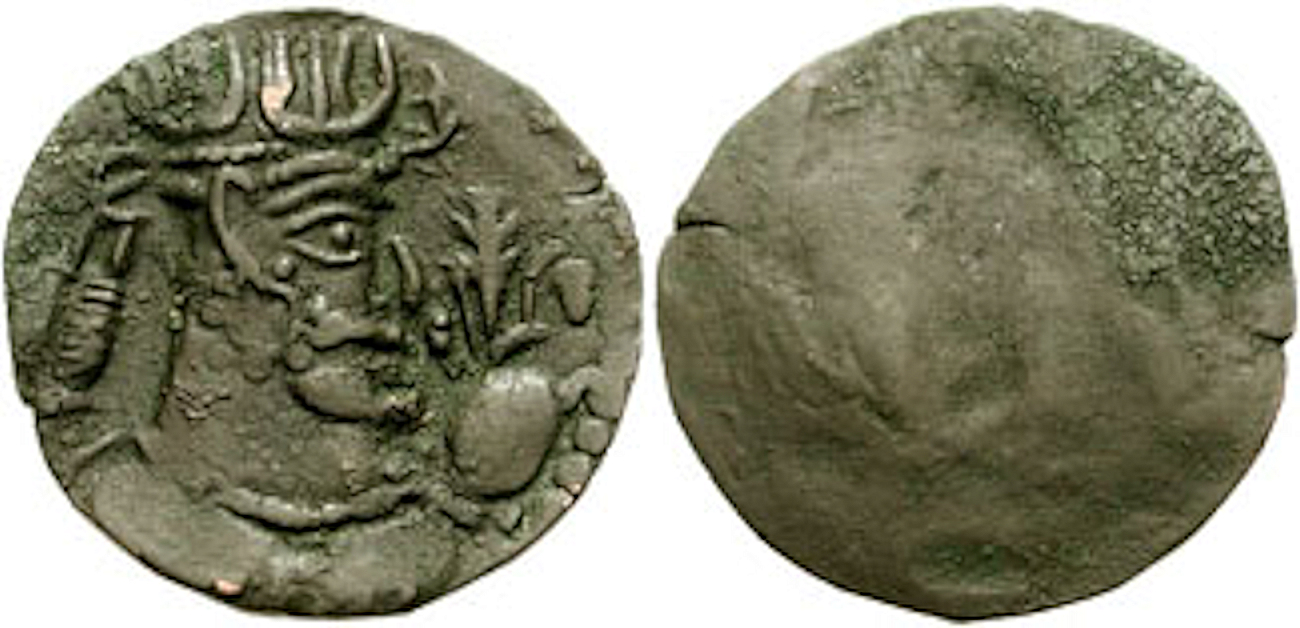
Драхма Торамани II

Його столицею було місто Пурусапура, де карбував власні монети. Зміг контролювати лише Тохаристан і Кабулістан. Після смерті Торамани II, що сталося близько 570 року, Тохаристан розпався на більше десятка невеличких князівств, а більшу частину Кабулістану захопили Некзакшахи.